# Eremedaille voor de Jeugd en de Sport
De Eremedaille voor de Jeugd en de Sport (Frans: Médaille d’honneur de la Jeunesse et des Sports) was een Franse onderscheiding voor sportonderwijs en sportbeoefening. De medaille werd op 6 juli 1956 ingesteld als opvolger van de Eremedaille voor Sportonderwijs en de Sporten en op 14 oktober 1969 omgedoopt tot Medaille voor de Jeugd en de Sport. De status van Franse eremedaille ging daarmee verloren. De medaille werd alleen in zilver toegekend.
Naast de eremedaille werd op 6 juli 1956 ook een ministeriële orde ingesteld, de Ordre du Mérite sportif. Beide onderscheidingen werden nauw met elkaar verbonden. De Franse regering bepaalde als volgt:
- De dragers van een bronzen medaille (titulaires de l’échelon bronze) werden titulaires de la Médaille d’honneur de la Jeunesse et des Sports
- De dragers van de zilveren medaille (titulaires de l’échelon argent) werden nu ridder in de Orde van Sportieve Verdienste.
- De dragers van de gouden medaille (titulaires de l’échelon d'or) werden nu officier in de Orde van Sportieve Verdienste.

Op 3 december 1963 hervormde president Charles de Gaulle het Franse decoratiestelsel. De Orde van Verdienste voor de Sport werd samen met 15 andere ministeriële orden afgeschaft. In de plaats van al deze orden trad de Nationale Orde van Verdienste.

## De medaille
De medaille had nog steeds een diameter van 27 millimeter en was door Édouard Fraisse gegraveerd. Het lint dat 35 millimeter breed was werd nu smaller, de medaille werd aan een 32 millimeter breed lint gedragen.
Boven de ronde medaille is een leeuwenkop bevestigd waarin ook de verbinding met het lint schuilgaat. Op de voorzijde van de medaille is zoals gebruikelijk Marianne, het zinnebeeld van de Franse Republiek afgebeeld. Ze kijkt op dit portret vastberaden. Het rondschrift werd veranderd in JEUNESSE ET SPORTS met achter de letters lauweren.
De onderscheidingen die de Franse staat voor het bevorderen van de sportbeoefening uitreikte veranderden steeds van naam, en ook van uiterlijk. De leeuwenkop boven de medaille en het lint bleven gelijk, maar de medaille zelf kreeg een iets ander ontwerp. 
Boven de ronde medaille is een leeuwenkop bevestigd waarin ook de verbinding met het lint schuilgaat. Op de voorzijde van de medaille is zoals gebruikelijk Marianne, het zinnebeeld van de Franse Republiek afgebeeld. Ze kijkt op dit portret vastberaden. Op de keerzijde staat REPUBLIQUE FRANÇAISE en JEUNESSE ET SPORTS onder een opgaande zon. De medailles worden aan lichtblauwe linten op de linkerborst gedragen. De eerdere bronzen en gouden medailles werden na 1956 niet meer verleend zodat alleen een zilveren medaille overbleef.
De hedendaagse opvolger is de in december 2013 ingestelde Medaille voor de Jeugd en het Verenigingswezen.

## Protocol
Het is gebruik om de Franse medailles op 1 januari and 14 juli uit te reiken. Dat gebeurt tijdens parades en plechtigheden. De onderscheidingen worden de onwaardige, want wegens een misdrijf veroordeelde, dragers ook weer ceremonieel afgenomen. Wanneer men op uniformen geen modelversierselen draagt is een kleine rechthoekige baton in de kleuren van het lint voorgeschreven. 
De medaille wordt ook als miniatuur gedragen op bijvoorbeeld een rokkostuum.

## De baton

Baton